# Fuad Abdurahmanov
Fuad Abdurahmanov (az. Fuad Həsən oğlu Əbdürəhmanov, ur. 11 maja 1915 w mieście Nucha (obecnie Şəki), zm. 15 czerwca 1971 w Baku) – azerbejdżański rzeźbiarz.

## Życiorys
Od 1929 mieszkał z rodziną w mieście Yevlax, później w Baku, gdzie wstąpił do szkoły malarstwa, a 1935–1940 studiował w Akademii Sztuk Pięknych w Leningradzie w klasie rzeźbiarza Matwieja Manizera. W 1938 wykonał rzeźbę „Strzelec”, w 1946 pomnik Nizami postawiony w Gandży, w 1949 pomnik Nizami postawiony w Baku, później pomnik poety Sämäda Wurguna, kompozytora Üzeyira Hacıbəyova i zasłużonych żołnierzy Armii Czerwonej narodowości azerskiej. W 1949 został członkiem korespondentem Akademii Sztuk Pięknych ZSRR. W 1995 otrzymał tytuł Ludowego Artysty Azerbejdżańskiej SRR.

## Nagrody i odznaczenia
- Nagroda Stalinowska (dwukrotnie – 1947 i 1951)
- Order „Znak Honoru” (1949)
- Złoty Medal Akademii Sztuk Pięknych ZSRR (1966)